# Auguste Henri Brincourt
Auguste Henri Brincourt (25 de junio de 1823, Lille - París, 10 de agosto de 1909) fue uno de los generales más jóvenes[cita requerida] del ejército francés.

## Biografía
Su padre, hijo de una familia de origen en Sedán, era militar y había combatido durante el Primer Imperio, notoriamente en España y Alemania. Recibía una media paga en la Restauración y tenía una existencia modesta. A la muerte de su madre en 1830, su padre lo confía a uno de sus hermanos, un tío del niño, también un antiguo militar, igualmente con media paga que se había convertido en industrial en Sedán y teniente de alcalde de esa ciudad.
Criado en el colegio real de Metz, de donde conserva un doloroso recuerdo, elige hacer como su padre y su tío, una carrera militar. Entra en la Escuela de Saint-Cyr, como su tío, en 1841. Saldrá el 1 de octubre de 1843 como subteniente del 61.er Regimiento de línea, donde había servido su padre. Se casó con la señorita Bertêche, hija de un empresario de la industria textil de Sedán y nieta de Bertêche, a quien la Convención Nacional concederá una corona de hojas de roble por haber salvado dos veces la vida del general Beurnonville en la batalla de Jemappes, y donde recibió en la misma batalla 40 heridas de sable y armas de fuego.
La carrera militar de Brincourt fue brillante y su progreso extremadamente rápido. Después de servir como subteniente en Argelia, vuelve de Crimea en 1855 como capitán, fue nombrado jefe de batallón y comandante de zuavos en Lyon, promovido pronto al grado de teniente coronel, fue llamado en calidad de tal para crear en Suecia un cuerpo de zuavos. Después, participa en la campaña de Italia y en la expedición de México. En julio de 1863, es nombrado con 40 años general de brigada y después director de la Escuela Militar en París.
Hizo la guerra de 1870 y fue hecho prisionero como muchos militares franceses y deportado a Alemania.
Después de la guerra, fue promovido a general de división en octubre de 1873 y llamado al mando de la 31ª División de Infantería en Montpellier. Después de 1885 cesa toda actividad y continuó con su vida familiar.